# Club San Martín (Monte Comán)
El Club San Martín de la ciudad de Monte Comán, departamento de San Rafael, provincia de Mendoza, es una entidad deportiva que tiene como principal deporte el fútbol. Fue fundado el 17 de abril de 1921.

Su última participación en torneos de AFA fue en el Federal C 2016 dónde quedó eliminado por penales frente a Ferro de General Alvear.

## Historia

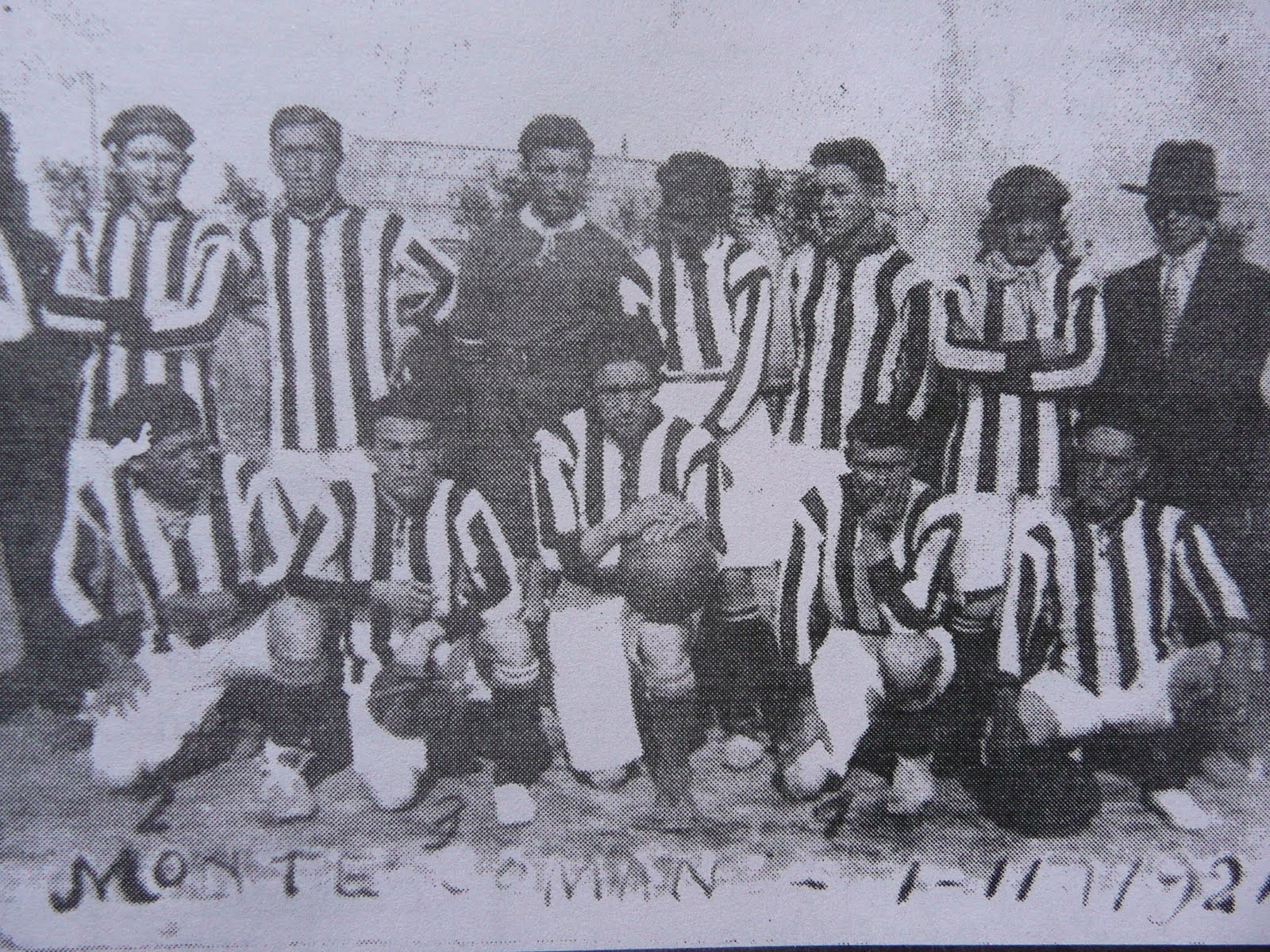
Plantel de San Martín (MC) de 1924.

## Afición
Su afición es conocida como «La Caldera ferroviaria» y «La 20».

## Datos del Club
- Participación en Argentino A (3): 1997/98, 1998/99, 1999/00
- Participación en Argentino B (6): 1995/96, 1996/97, 2000/01, 2001/02, 2004/05, 2013/14.
- Participación en Torneo del Interior/Federal C (3): 2012, 2013, 2015.

## Palmarés

### Títulos nacionales
- Cuarta División de AFA (1): 1996/97.
- Quinta División de AFA (1): 2013.

### Títulos Regionales
- Liga Sanrafaelina de Fútbol (8): 1996, 1998, 2000, 2001, 2002, Cl. 2011, Ap. 2012, 2012.
- Copa Challenger (1): 2002.
- Asociación Independiente de Fútbol Rio Atuel (4): 1954, 1955, 1956, 1957.

### Títulos Amistosos
- Torneo de Invierno - Copa "Diario San Rafael" (2): 2010, 2011.

- Datos: Q20014101